# Deslandres (cràter)
Deslandres apareix com les restes molt desgastades i distorsionades d'un cràter d'impacte lunar. Es troba a sud-est de la Mare Nubium, en l'accidentada serralada sud de la Lluna. Per grandària, és el segon cràter més gran de la part visible de la Lluna, sent superat només pels 303 km de diàmetre del crater Bailly, considerablement pla. Les parts nord i est de la planta mostren una superfície relativament plana, però picada de verola per nombrosos cràters. Presenta una petita regió amb aspecte de mare a causa de la lava basàltica a la part oriental de la plataforma interior.
El cràter Walther està unit a les restes de la vora oriental, i Ball envaeix la vora a la banda sud-oest. El cràter Lexell irromp a través de la vora del sud-est, formant un «refugi» en el fons del cràter, a causa de la gran diferència de cotes en la seva vora nord. L'irregular cràter Regiomontanus s'uneix a la vora nord-est de Deslandres, mentre que el cràter Hell es troba íntegrament dins de la vora occidental.

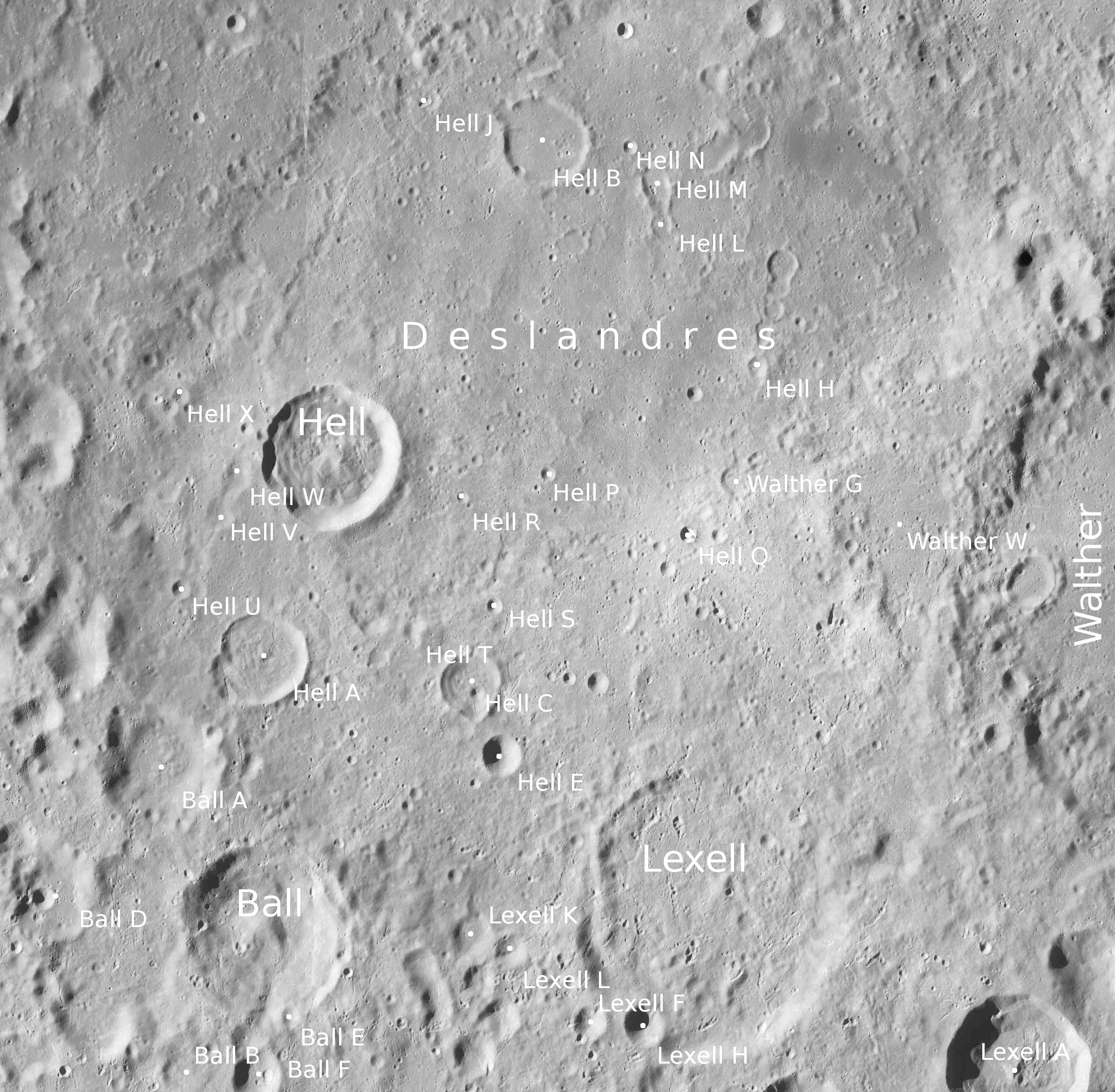
Localització de Deslandres (meitat superior de la imatge)

El cràter satèl·lit Hell Q es troba al centre d'una zona de la superfície de major albedo situada a la meitat oriental de Deslandres. En l'època de lluna plena, constitueix un dels punts més brillants en la superfície lunar. El seu color clar indica que es tracta d'un cràter relativament jove en termes geològics lunars. Aquesta zona es denomina de vegades com a «punt brillant de Cassini», atès que va ser cartografiada per primera vegada per Cassini en 1672 des de l'Observatori de París.
Deslandres està tan fortament erosionat i degradat pels impactes que no va ser realment reconegut com un cràter fins ben entrat el segle xx. El nom d'aquesta formació va ser suggerit per Eugène M. Antoniadi el 1942, i va ser aprovat durant l'assemblea general de la UAI el 1948.
Segons algunes fonts, la missió Luna 5 va impactar contra la superfície lunar en aquest cràter (31° S, 8° O / 31°S,8°O)
Les primeres imatges alliberades de la missió Lunar Reconnaissance Orbiter el 2009 pertanyien a la zona a la part sud d'aquest cráter.